# جاي أ. وود
جاي أ. وود (بالإنجليزية: J. A. Wood)‏ هو مهندس معماري أمريكي، ولد في 11 يونيو 1837، وتوفي في 18 ديسمبر 1910.